# Temporada 1996-97 de los Toronto Raptors
La temporada 1996-97 fue la segunda de los Toronto Raptors en la NBA. La temporada regular acabó con 30 victorias y 52 derrotas, ocupando el duodécimo puesto de la conferencia Este, no logrando clasificarse para los playoffs.

## Elecciones en elDraft
| Ronda | Puesto | Jugador      | Posición  | Nacionalidad   | Universidad   |
| ----- | ------ | ------------ | --------- | -------------- | ------------- |
| 1     | 2      | Marcus Camby | Ala-Pívot | Estados Unidos | Massachusetts |

## Temporada regular
| División Central    | División Central | División Central | División Central | División Central | División Central | División Central | División Central | División Central |
| Equipo              | G                | P                | %                | PD               | Casa             | Fuera            | Div              |                  |
| ------------------- | ---------------- | ---------------- | ---------------- | ---------------- | ---------------- | ---------------- | ---------------- | ---------------- |
| y-Chicago Bulls     | 69               | 13               | .841             | –                | 39–2             | 30–11            | 24–4             |                  |
| x-Atlanta Hawks     | 56               | 26               | .683             | 13               | 36–5             | 20–21            | 17–11            |                  |
| x-Detroit Pistons   | 54               | 28               | .659             | 15               | 30–11            | 24–17            | 17–11            |                  |
| x-Charlotte Hornets | 54               | 28               | .659             | 15               | 30–11            | 24–17            | 14–14            |                  |
| Cleveland Cavaliers | 42               | 40               | .512             | 27               | 25–16            | 17–24            | 13–15            |                  |
| Indiana Pacers      | 39               | 43               | .476             | 30               | 21–20            | 18–23            | 11–17            |                  |
| Milwaukee Bucks     | 33               | 49               | .402             | 36               | 20–21            | 13–28            | 10–18            |                  |
| Toronto Raptors     | 30               | 52               | .366             | 39               | 18–23            | 12–29            | 6–22             |                  |

## Estadísticas

### Temporada regular
| Rk | Jugador          | Edad | Pos. | P  | PT | MP   | TC  | TCI  | %TC  | T3  | T3I | %T3  | TL  | TLI | %TL   | RO  | RD  | RT  | AS  | RB  | TAP | BP  | FP  | PTS  |
| -- | ---------------- | ---- | ---- | -- | -- | ---- | --- | ---- | ---- | --- | --- | ---- | --- | --- | ----- | --- | --- | --- | --- | --- | --- | --- | --- | ---- |
| 1  | Damon Stoudamire | 23   | PG   | 81 | 81 | 40.9 | 7.0 | 17.4 | .401 | 2.2 | 6.1 | .355 | 4.1 | 5.0 | .823  | 1.1 | 3.0 | 4.1 | 8.8 | 1.5 | 0.2 | 3.6 | 2.0 | 20.2 |
| 2  | Doug Christie    | 26   | SG   | 81 | 81 | 38.6 | 4.9 | 11.7 | .417 | 1.8 | 4.7 | .384 | 2.9 | 3.8 | .775  | 1.0 | 4.3 | 5.3 | 3.9 | 2.5 | 0.6 | 2.5 | 3.0 | 14.5 |
| 3  | Walt Williams    | 26   | SF   | 73 | 73 | 36.3 | 5.7 | 13.5 | .427 | 2.4 | 6.0 | .400 | 2.5 | 3.3 | .765  | 1.4 | 3.6 | 5.0 | 2.7 | 1.3 | 0.8 | 2.4 | 3.9 | 16.4 |
| 4  | Popeye Jones     | 26   | PF   | 79 | 61 | 30.6 | 3.3 | 6.8  | .480 | 0.0 | 0.2 | .077 | 1.3 | 1.5 | .818  | 3.4 | 5.2 | 8.6 | 1.1 | 0.7 | 0.5 | 1.5 | 3.4 | 7.8  |
| 5  | Marcus Camby     | 22   | C    | 63 | 38 | 30.1 | 6.0 | 12.3 | .482 | 0.0 | 0.2 | .143 | 2.9 | 4.2 | .693  | 2.1 | 4.2 | 6.3 | 1.5 | 1.0 | 2.1 | 2.1 | 3.4 | 14.8 |
| 6  | Carlos Rogers    | 25   | PF   | 56 | 3  | 24.9 | 3.8 | 7.2  | .525 | 0.4 | 1.2 | .379 | 1.8 | 3.0 | .600  | 2.1 | 3.3 | 5.4 | 0.7 | 0.8 | 1.2 | 0.9 | 2.5 | 9.8  |
| 7  | Clifford Rozier  | 24   | C    | 41 | 29 | 17.9 | 1.9 | 4.2  | .457 | 0.0 | 0.0 | .000 | 0.8 | 1.5 | .508  | 2.5 | 3.2 | 5.7 | 0.8 | 0.6 | 1.1 | 0.7 | 2.4 | 4.6  |
| 8  | Hubert Davis     | 26   | SG   | 36 | 0  | 17.3 | 2.1 | 5.1  | .402 | 0.4 | 1.9 | .229 | 0.5 | 0.6 | .739  | 0.3 | 0.8 | 1.1 | 0.9 | 0.3 | 0.1 | 0.6 | 1.1 | 5.0  |
| 9  | Sharone Wright   | 24   | C    | 60 | 28 | 16.8 | 2.7 | 6.7  | .400 | 0.0 | 0.0 | .000 | 1.1 | 2.2 | .511  | 1.3 | 1.8 | 3.1 | 0.5 | 0.3 | 0.8 | 1.6 | 2.4 | 6.5  |
| 10 | Žan Tabak        | 26   | C    | 13 | 4  | 16.8 | 2.5 | 5.5  | .451 | 0.0 | 0.0 |      | 1.5 | 2.2 | .690  | 1.5 | 2.2 | 3.8 | 1.1 | 0.5 | 0.8 | 1.6 | 2.7 | 6.5  |
| 11 | Oliver Miller    | 26   | C    | 19 | 8  | 16.6 | 2.5 | 4.4  | .560 | 0.0 | 0.1 | .000 | 1.1 | 1.4 | .769  | 1.2 | 2.6 | 3.8 | 1.5 | 0.7 | 0.7 | 1.1 | 2.5 | 6.0  |
| 12 | Reggie Slater    | 26   | PF   | 26 | 0  | 15.6 | 3.2 | 5.7  | .550 | 0.0 | 0.1 | .000 | 1.5 | 2.9 | .520  | 1.5 | 2.1 | 3.7 | 0.8 | 0.3 | 0.2 | 1.1 | 1.3 | 7.8  |
| 13 | Shawn Respert    | 24   | SG   | 27 | 0  | 15.3 | 2.0 | 4.4  | .442 | 0.7 | 1.8 | .396 | 1.0 | 1.2 | .844  | 0.4 | 0.8 | 1.2 | 1.2 | 0.7 | 0.1 | 0.8 | 1.3 | 5.6  |
| 14 | Acie Earl        | 26   | C    | 38 | 0  | 12.0 | 1.6 | 4.1  | .376 | 0.0 | 0.1 | .000 | 1.2 | 1.8 | .629  | 0.9 | 1.4 | 2.2 | 0.5 | 0.3 | 0.7 | 0.9 | 1.4 | 4.3  |
| 15 | John Long        | 40   | SG   | 32 | 0  | 11.6 | 1.4 | 3.7  | .393 | 0.4 | 1.1 | .353 | 0.8 | 0.9 | .893  | 0.2 | 1.1 | 1.3 | 0.7 | 0.3 | 0.1 | 0.8 | 0.9 | 4.0  |
| 16 | Benoit Benjamin  | 32   | C    | 4  | 3  | 11.0 | 1.3 | 3.0  | .417 | 0.0 | 0.0 |      | 0.8 | 1.0 | .750  | 0.8 | 1.5 | 2.3 | 0.3 | 0.3 | 0.0 | 0.5 | 1.3 | 3.3  |
| 17 | Jimmy Oliver     | 27   | SG   | 4  | 0  | 10.8 | 1.0 | 3.3  | .308 | 0.3 | 1.5 | .167 | 0.5 | 0.5 | 1.000 | 0.3 | 1.0 | 1.3 | 0.3 | 0.5 | 0.0 | 0.8 | 0.5 | 2.8  |
| 18 | Donald Whiteside | 27   | PG   | 27 | 1  | 9.6  | 0.7 | 2.0  | .327 | 0.4 | 1.3 | .333 | 0.4 | 0.6 | .733  | 0.1 | 0.4 | 0.4 | 1.3 | 0.4 | 0.0 | 0.6 | 0.9 | 2.2  |
| 19 | Brad Lohaus      | 32   | PF   | 6  | 0  | 7.5  | 0.7 | 2.5  | .267 | 0.3 | 1.2 | .286 | 0.0 | 0.0 |       | 0.2 | 1.0 | 1.2 | 0.2 | 0.2 | 0.0 | 0.2 | 1.0 | 1.7  |
| 20 | Martin Lewis     | 21   | SF   | 9  | 0  | 5.6  | 0.7 | 1.6  | .429 | 0.1 | 0.3 | .333 | 0.1 | 0.2 | .500  | 0.4 | 0.2 | 0.7 | 0.4 | 0.1 | 0.2 | 0.1 | 0.9 | 1.6  |
| 21 | Earl Cureton     | 39   | PF   | 9  | 0  | 5.1  | 0.3 | 0.9  | .375 | 0.0 | 0.0 |      | 0.1 | 0.3 | .333  | 0.4 | 0.6 | 1.0 | 0.4 | 0.0 | 0.0 | 0.1 | 1.1 | 0.8  |

## Galardones y récords
| Jugador      | Galardón                            |
| Marcus Camby | Mejor quinteto de rookies de la NBA |